# Villefontaine
Villefontaine és un municipi francès situat al departament de la Isèra i a la regió d'Alvèrnia-Roine-Alps. L'any 2007 tenia 18.721 habitants.

## Demografia

### Població
El 2007 la població de fet de Villefontaine era de 18.721 persones. Hi havia 6.619 famílies de les quals 1.663 eren unipersonals (864 homes vivint sols i 799 dones vivint soles), 1.264 parelles sense fills, 2.765 parelles amb fills i 927 famílies monoparentals amb fills.
La població ha evolucionat segons el següent gràfic:
Habitants censats

### Habitatges
El 2007 hi havia 7.118 habitatges, 6.811 eren l'habitatge principal de la família, 1 era una segona residència i 306 estaven desocupats. 3.539 eren cases i 3.534 eren apartaments. Dels 6.811 habitatges principals, 2.353 estaven ocupats pels seus propietaris, 4.400 estaven llogats i ocupats pels llogaters i 58 estaven cedits a títol gratuït; 180 tenien una cambra, 597 en tenien dues, 1.271 en tenien tres, 2.317 en tenien quatre i 2.446 en tenien cinc o més. 5.071 habitatges disposaven pel capbaix d'una plaça de pàrquing. A 3.283 habitatges hi havia un automòbil i a 2.721 n'hi havia dos o més.

### Piràmide de població
La piràmide de població per edats i sexe el 2009 era:
| Homes | Edats   | Dones |
| ----- | ------- | ----- |
| 0     | 95 o +  | 9     |
| 0     | 90 a 94 | 2     |
| 11    | 85 a 89 | 28    |
| 7     | 80 a 84 | 38    |
| 75    | 75 a 79 | 118   |
| 73    | 70 a 74 | 126   |
| 120   | 65 a 69 | 127   |
| 168   | 60 a 64 | 151   |
| 355   | 55 a 59 | 276   |
| 561   | 50 a 54 | 534   |
| 594   | 45 a 49 | 727   |
| 572   | 40 a 44 | 600   |
| 713   | 35 a 39 | 681   |
| 879   | 30 a 34 | 926   |
| 755   | 25 a 29 | 822   |
| 719   | 20 a 24 | 684   |
| 780   | 15 a 19 | 760   |
| 808   | 10 a 14 | 738   |
| 848   | 5 a 9   | 808   |
| 662   | 0 a 4   | 769   |

## Economia
El 2007 la població en edat de treballar era de 12.826 persones, 9.490 eren actives i 3.336 eren inactives. De les 9.490 persones actives 8.060 estaven ocupades (4.376 homes i 3.684 dones) i 1.429 estaven aturades (614 homes i 815 dones). De les 3.336 persones inactives 674 estaven jubilades, 1.491 estaven estudiant i 1.171 estaven classificades com a «altres inactius».

### Ingressos
El 2009 a Villefontaine hi havia 6.635 unitats fiscals que integraven 18.430,5 persones, la mediana anual d'ingressos fiscals per persona era de 15.191 €.

### Activitats econòmiques
Dels 504 establiments que hi havia el 2007, 1 era d'una empresa extractiva, 6 d'empreses alimentàries, 4 d'empreses de fabricació de material elèctric, 16 d'empreses de fabricació d'altres productes industrials, 78 d'empreses de construcció, 103 d'empreses de comerç i reparació d'automòbils, 29 d'empreses de transport, 23 d'empreses d'hostatgeria i restauració, 14 d'empreses d'informació i comunicació, 19 d'empreses financeres, 15 d'empreses immobiliàries, 74 d'empreses de serveis, 88 d'entitats de l'administració pública i 34 d'empreses classificades com a «altres activitats de serveis».
Dels 128 establiments de servei als particulars que hi havia el 2009, 1 era una oficina del servei públic d'ocupació, 1 gendarmeria, 1 oficina de correu, 3 oficines bancàries, 8 tallers de reparació d'automòbils i de material agrícola, 1 taller d'inspecció tècnica de vehicles, 3 autoescoles, 9 paletes, 20 guixaires pintors, 12 fusteries, 6 lampisteries, 18 electricistes, 2 empreses de construcció, 12 perruqueries, 6 veterinaris, 17 restaurants, 4 agències immobiliàries, 1 tintoreria i 3 salons de bellesa.
Dels 25 establiments comercials que hi havia el 2009, 1 era un supermercat, 5 botiges de menys de 120 m², 7 fleques, 3 carnisseries, 4 llibreries, 1 una sabateria, 1 una botiga d'electrodomèstics, 1 una botiga de material esportiu, 1 un drogueria i 1 una floristeria.

## Equipaments sanitaris i escolars
Els 6 equipaments sanitaris que hi havia el 2009 eren farmàcies.
El 2009 hi havia 9 escoles maternals i 9 escoles elementals. A Villefontaine hi havia 3 col·legis d'educació secundària i 1 liceu d'ensenyament general. Als col·legis d'educació secundària hi havia 1.268 alumnes i als liceus d'ensenyament general 1.090.

## Ciutats agermanades
- Kahl am Main, Alemanya (1980)
- Bitterfeld-Wolfen, Alemanya (1994)
- Gremda, Tunísia (1994)
- Salzano, Itàlia (2010)

## Poblacions més properes
El següent diagrama mostra les poblacions més properes.